# Косовско-метохијски партизански одреди
Косовско-метохијски народноослободилачки партизански (НОП) одреди били су партизанске јединице у саставу Народноослободилачке војске и партизанских одреда Југославије током Другог светског рата у Југославији.

## Историјат
У НОР су формирана три одреда под тим називом. У првој половини октобра 1941. формиран је у околини Пећи Метохијски НОП одред који је имао пет батаљона – 3 пећка, 1 витомирички и 1 добрушки, са око 780 људи. Сви припадници одреда положили су партизанску заклетву, али су живели код својих кућа. Одред је извршио неколико ситних диверзија, а његови батаљони у Витомирици и Добруши бранили су села од банди које је подстицао и подржавао окупатор. Добрушки батаљон напао је јачу групу албанских фашиста у селу Ђураковцу код Пећи 17. октобра и нанео им осетне губитке. Крајем новембра Одред је узалуд покушао да се пробије у Ибарску долину, а у децембру у Црну Гору, кад је имао 10 погинулих у борбама на Мокрој планини. Одред је као илегална организација радио до марта 1942, када га је Обласни комитет КПЈ за Косово и Метохију расформирао. Од два косметска батаљона, формирана од интернираца са Косова и Метохије ослобођених после капитулације Италије из логора у Албанији и главнине Шарпланинског одреда, образован је 22. октобар 1943. код Дебра Косовско-метохијски НОП одред, јачине 222 борца, од којих 28 жена. Тај одред ушао је у састав 1. македонско-косовске бригаде, формиране 11. новембра у селу Сливову у Македонији. У селу Вишевцу код Врања од Косовског партизанског батаљона, формираног од бораца са Косова 21. новембра 1943. и од 2. косовског батаљона формираног 29. децембра 1943. у селу Црквици (Пуста Река), образован је 25. марта 1944. у Црној Трави Косовски НОП одред који је имао 234 борца. Заједно са осталим партизанским јединицама једно време је дејствовао на терену јужне Србије и северне Македоније. Са главнином 3. македонске бригаде, ноћу 27/28. марта напали су и разрушили железничку станицу Ристовац, уништили око 100 вагона жита и 7 локомотива. У борби против непријатеља тад је погинуло 20 немачких и 30 бугарских војника, а 24 бугарска војника су заробљена. Са 3. македонском бригадом, водио је у непријатељској пролећној офанзиви у Македонији тешке борбе са бугарским окупаторским снагама код Кратова 25. априла, Побијеног камена 2. маја, на Бистри планини 5. маја и др. После доласка још једне групе бораца са Косова, Метохије и Скопске Црне горе, Одред је 12. маја на терену Врања организован у Косовску бригаду, која је ускоро разбијена у Црној Трави, и у другој половини маја и првој половини јуна дејствовала по батаљонима. У другој половини јуна батаљони су се поновно прикупили и реорганизовали у два: један је ушао у састав 15. српске, а од другог, ојачаног новим борцима, формирана је 9. новембра 1944. Друга косовско-метохијска бригада.